# Sebastian Haag
Pour les articles homonymes, voir Haag.
Sebastian Haag, né à Munich le 23 mai 1978 et mort le 23 septembre 2014 au Shishapangma (Tibet),, est un alpiniste et un skieur de pentes raides allemand. Avec Benedikt Böhm, il détient les records de vitesse en ski-alpinisme au Mustagh Ata et au Gasherbrum II.
Haag pratiquait également l'ultrafond. Il était membre du Team Dynafit Gore-Tex. Il travaillait comme vétérinaire.
Il est mort le 24 septembre 2014 avec Andrea Zambaldi dans une avalanche.

## Records
- 23 août 2005 - record de vitesse avec descente en ski au Muztagh Ata avec Benedikt Böhm sous la direction de Matthias Robl.
- 3 août 2006 - record de vitesse avec descente en ski au Gasherbrum II avec Benedikt Böhm sous la direction de Luis Stitzinger.